# Шертули
Шертули (груз. შერთული) — село в Грузии, на территории Горийского муниципалитета края (мхаре) Шида-Картли.

## География
Село находится в центральной части Грузии, вблизи места впадения реки Малая Лиахви в Большую Лиахви, на расстоянии приблизительно 12 километров (по прямой) к северо-северо-западу от города Гори, административного центра муниципалитета. Абсолютная высота — 735 метров над уровнем моря.

## Население
По результатам официальной переписи населения 2014 года в Шертули проживало 319 человек (156 мужчин и 163 женщины). В национальной структуре населения грузины составляли 98,1 %, армяне — 1,6 %.
| Год  | Население, человек |
| ---- | ------------------ |
| 2002 | 343                |
| 2014 | ↘ 319              |